# 锡耶纳市政厅

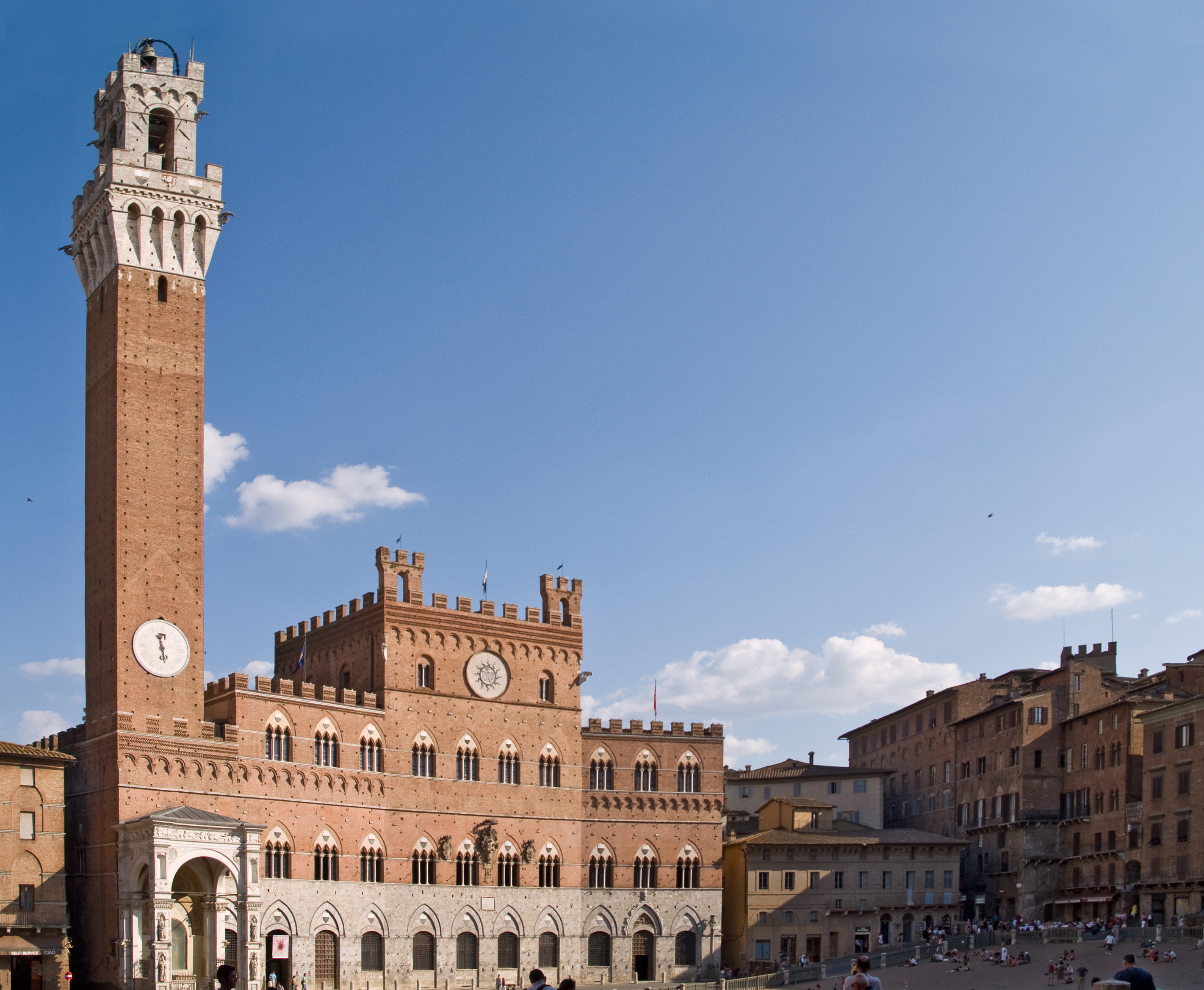
锡耶纳市政厅, 曼吉亚塔楼

锡耶纳市政厅（義大利語：Palazzo Pubblico）是意大利托斯卡纳大区锡耶纳的一座大厦，位于中心广场田野广场上，始建于1297年，最初目的是为了容纳由长官和九人委员会组成的共和政府。
锡耶纳市政厅的外观是受哥特式影响的意大利中世纪建筑的例证。底层用石头砌筑，而上面各层用砖砌筑。大厦的正立面略微向内凹进，以适应田野广场的形状，并构成广场上的焦点。曼吉亚塔楼建于1325年到1344年，由画家Lippo Memmi设计，使用机制红砖砌筑。该塔设计高度超过邻近的竞争对手佛罗伦萨，当时是意大利最高的建筑。
丹麦欧登塞市政厅受到锡耶纳市政厅的很大影响。

## 壁画
锡耶纳市政厅几乎每个房间都有壁画。这在当时并不寻常，因为当时绝大多数典型的意大利艺术都是宗教主题，由教会或宗教联谊会委托，很少有描绘世俗主题，由市政机构委托。
宫殿里最著名的世俗壁画，是安布罗乔·洛伦泽蒂在九人大厅，又名和平大厅（意大利语：Sala della Pace）所绘的三幅政府系列壁画，统称为《好政府与坏政府的寓言》。

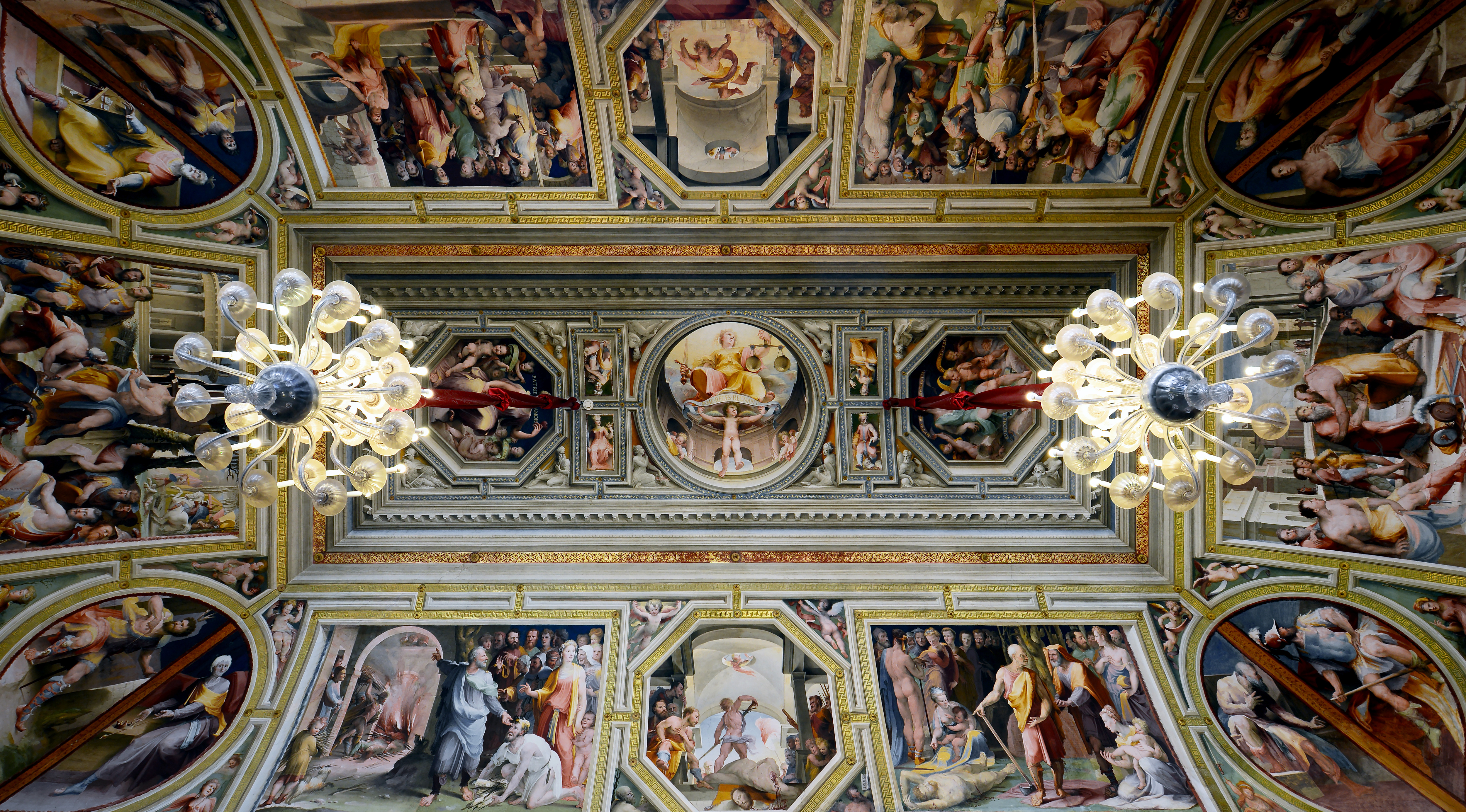
天顶画

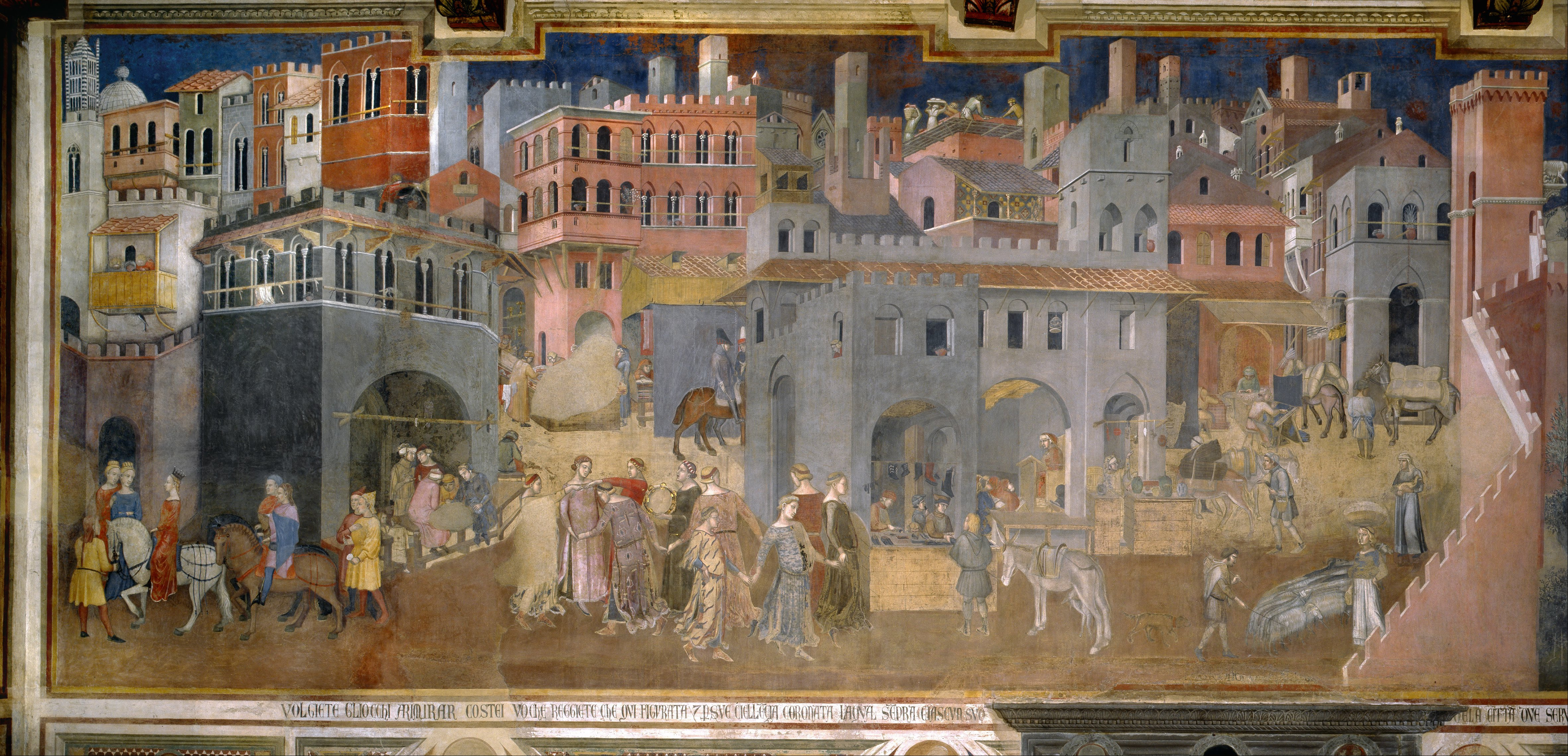
安布罗乔·洛伦泽蒂 《好政府的寓言》

43°19′06″N 11°19′53″E / 43.31833°N 11.33139°E
Template:Landmarks of Tuscany